# 安房港
安房港（あんぼうこう）は、鹿児島県屋久島町にある地方港湾。鹿児島県が管理している。

## 概要
屋久島の南東岸にある港で、安房川の河口部に位置している。かつては屋久杉の積み出し港として栄え、安房森林軌道が乗り入れていた。フェリーなど屋久島への主要航路は島の東北岸にある宮之浦港を発着するが、種子屋久高速船のジェットフォイルの一部は当港を発着する。種子屋久高速船安房港ターミナルが設けられており、安房営業所が置かれている。
2015年度の発着数は894隻（181,728総トン）、利用客数は109,532人（乗船59,168人、下船50,364人）である。

## 航路

### 種子屋久高速船
- 鹿児島港 - 種子島（西之表港） - 屋久島（安房港）

2往復が当港を発着する。一部は種子島（西之表港）に寄港する。指宿経由便は当港を発着しない。

## 港湾施設
- 物揚場（-2.0m）
- 物揚場（-4.0m）
- 岸壁（-5.5m）
- 岸壁（-7.5m）
- 浮桟橋

## アクセス

### 路線バス
種子島・屋久島交通（いわさきグループ）、まつばんだ交通の路線バスに「安房港」停留所が設けられている。

#### 種子島・屋久島交通
- 永田 - 宮之浦港 - 屋久島空港 - 安房港 - 尾之間 - 栗生 - 大川の滝

1日6往復が停車する。早朝の1往復は3月から11月の季節運行で接続する高速船が運休する場合は運休となる。

#### まつばんだ交通
- 宮之浦港 - 屋久島空港 - 安房港  -  屋久杉自然館

1日3往復が停車する。このほか夕方に屋久杉自然館発当港止めが1便運行されている。